# Aeroportul Chichester/Goodwood
Aeroportul Chichester/Goodwood (IATA: QUG, ICAO: EGHR) este un aeroport din Chichester⁠(d), West Sussex, South East England, Anglia, Regatul Unit. A fost deschis în 1918.
Situat la o altitudine de 34 m, aeroportul dispune de 3 piste.

## Infrastructură

### Piste
Aeroportul dispune de 3 piste: 
- pista 06/24 din Iarbă, cu dimensiunile 855 m × 30 m
- pista 10/28 din Iarbă, cu dimensiunile 799 m × 30 m
- pista 14/32 din Iarbă, cu dimensiunile 1.295 m × 30 m